# Dumorpha dedeca
Dumorpha dedeca är en insektsart som beskrevs av Delong och Freytag 1975. Dumorpha dedeca ingår i släktet Dumorpha och familjen dvärgstritar. Inga underarter finns listade i Catalogue of Life.